# Tibor Pézsa
Dans le nom hongrois Pézsa Tibor, le nom de famille précède le prénom, mais cet article utilise l’ordre habituel en français Tibor Pézsa, où le prénom précède le nom.
Tibor Pézsa (né le 15 décembre 1935, Esztergom) est un ancien escrimeur hongrois, champion olympique.
Champion olympique individuel au sabre en 1964 (Tokyo), 3e en individuel et par équipe en 1968 (Mexico), 3e par équipe en 1972 (Munich).
Champion du monde individuel en 1970 (Ankara), 2e en 1966, 3e en 1967. Champion du monde par équipe en 1966 (Moscou), 2e en 1967, 1970 et 1971, 3e en 1969.